# Az Everton FC 2016–2017-es szezonja
Ez a szócikk az Everton FC 2016–2017-es szezonjáról szól. A szezon 2016. augusztus 13-án kezdődött, és 2017. május 21-én ért véget.

## Mezek
| Hazai | Vendég | Harmadik |

## Jelenlegi keret
2016–2017-es szezonban
| Mezszám       | Név                   | Nemzet                          | Pozíció | Születési dátum (Kor)          |
| Kapusok       | Kapusok               | Kapusok                         | Kapusok | Kapusok                        |
| ------------- | --------------------- | ------------------------------- | ------- | ------------------------------ |
| 1             | Joel Robles           | ESP                             | K       | 1990. június 17. (34 éves)     |
| 22            | Maarten Stekelenburg  | NED                             | K       | 1982. szeptember 22. (42 éves) |
| Védő          |                       |                                 |         |                                |
| 3             | Leighton Baines       | ENG                             | V       | 1984. december 11. (40 éves)   |
| 5             | Ashley Williams       | WAL                             | V       | 1984. augusztus 23. (40 éves)  |
| 6             | Phil Jagielka         | ENG                             | V       | 1982. augusztus 17. (42 éves)  |
| 20            | Bryan Oviedo          | CRC                             | V       | 1990. február 18. (35 éves)    |
| 23            | Séamus Coleman        | IRL                             | V       | 1988. október 11. (36 éves)    |
| 25            | Ramiro Funes Mori     | ARG                             | V       | 1991. március 5. (34 éves)     |
| 27            | Tyias Browning        | ENG                             | V       | 1994. május 27. (30 éves)      |
| 30            | Mason Holgate         | ENG                             | V       | 1996. október 22. (28 éves)    |
| 32            | Brendan Galloway      | ENG                             | V       | 1996. március 17. (28 éves)    |
| 38            | Matthew Pennington    | ENG                             | V       | 1996. október 6. (28 éves)     |
| Középpályások |                       |                                 |         |                                |
| 2             | Morgan Schneiderlin   | FRA                             | KP      | 1989. november 8. (35 éves)    |
| 4             | Darron Gibson         | IRL                             | KP      | 1987. október 25. (37 éves)    |
| 7             | Gerard Deulofeu       | ESP                             | KP      | 1994. március 13. (31 éves)    |
| 8             | Ross Barkley          | ENG                             | KP      | 1993. december 5. (31 éves)    |
| 11            | Kevin Mirallas        | BEL                             | KP      | 1987. október 5. (37 éves)     |
| 12            | Aaron Lennon          | ENG                             | KP      | 1987. április 16. (37 éves)    |
| 14            | Yannick Bolasie       | Kongói Demokratikus Köztársaság | KP      | 1989. május 24. (35 éves)      |
| 15            | Tom Cleverley         | ENG                             | KP      | 1989. augusztus 12. (35 éves)  |
| 16            | James McCarthy        | IRL                             | KP      | 1990. november 12. (34 éves)   |
| 17            | Idrissa Gueye         | SEN                             | KP      | 1989. szeptember 26. (35 éves) |
| 18            | Gareth Barry          | ENG                             | KP      | 1981. február 23. (44 éves)    |
| 21            | Muhamed Bešić         | BIH                             | KP      | 1992. szeptember 10. (32 éves) |
| 26            | Tom Davies            | ENG                             | KP      | 1998. június 30. (26 éves)     |
| 28            | Kieran Dowell         | ENG                             | KP      | 1997. október 10. (27 éves)    |
| 39            | Conor Grant           | ENG                             | KP      | 1995. április 18. (29 éves)    |
| Csatárok      |                       |                                 |         |                                |
| 9             | Arouna Koné           | CIV                             | CS      | 1982. november 11. (42 éves)   |
| 10            | Romelu Lukaku         | BEL                             | CS      | 1993. május 13. (31 éves)      |
| 19            | Enner Valencia        | ECU                             | CS      | 1989. november 4. (35 éves)    |
| 29            | Dominic Calvert-Lewin | ENG                             | CS      | 1997. március 16. (27 éves)    |
| 31            | Ademola Lookman       | ENG                             | CS      | 1997. október 20. (27 éves)    |

## Premier League
| 2016. augusztus 13. 15:00 1. forduló |

| Everton    | 1 – 1       | Tottenham Hotspur |
| ---------- | ----------- | ----------------- |
| Barkley 5' | Jegyzőkönyv | Lamela 59'        |

| Goodison Park, Liverpool Nézőszám: 34 494 Játékvezető: Martin Atkinson (angol) |

| 2016. augusztus 20. 15:00 2. forduló |

| West Bromwich Albion | 1 – 2       | Everton                  |
| -------------------- | ----------- | ------------------------ |
| McAuley 9'           | Jegyzőkönyv | Mirallas 45+2' Barry 60' |

| The Hawthorns, West Bromwich Nézőszám: 23 654 Játékvezető: Neil Swarbrick (angol) |

| 2016. augusztus 27. 15:00 3. forduló |

| Everton        | 1 – 0       | Stoke City |
| -------------- | ----------- | ---------- |
| Shay Given 51' | Jegyzőkönyv |            |

| Goodison Park, Liverpool Nézőszám: 39 581 Játékvezető: Michael Oliver (angol) |

| 2016. szeptember 12. 20:00 4. forduló |

| Sunderland | 0 – 3       | Everton            |
| ---------- | ----------- | ------------------ |
|            | Jegyzőkönyv | Lukaku 60' 68' 71' |

| Stadium of Light, Sunderland Nézőszám: 42 406 Játékvezető: Mike Jones (angol) |

| 2016. szeptember 17. 17:30 5. forduló |

| Everton                            | 3 – 1       | Middlesbrough    |
| ---------------------------------- | ----------- | ---------------- |
| Barry 24' Coleman 42' Lukaku 45+1' | Jegyzőkönyv | Stekelenburg 21' |

| Goodison Park, Liverpool Nézőszám: 39 074 Játékvezető: Lee Mason (angol) |

| 2016. szeptember 24. 17:30 6. forduló |

| Bournemouth   | 1 – 0       | Everton |
| ------------- | ----------- | ------- |
| Stanislas 23' | Jegyzőkönyv |         |

| Dean Court, Bournemouth Nézőszám: 11 291 Játékvezető: Bobby Madley (angol) |

| 2016. szeptember 30. 15:00 7. forduló |

| Everton    | 1 – 1       | Crystal Palace |
| ---------- | ----------- | -------------- |
| Lukaku 35' | Jegyzőkönyv | Benteke 50'    |

| Goodison Park, Liverpool Nézőszám: 38 758 Játékvezető: Jonathan Moss (angol) |

| 2016. október 15. 15:00 8. forduló |

| Manchester City             | 1 – 1       | Everton     |
| --------------------------- | ----------- | ----------- |
| De Bruyne Agüero Nolito 72' | Jegyzőkönyv | Benteke 50' |

| Etihad Stadion, Manchester Nézőszám: 54 512 Játékvezető: Michael Oliver (angol) |

| 2016. október 22. 15:00 9. forduló |

| Burnley               | 2 – 1       | Everton     |
| --------------------- | ----------- | ----------- |
| Vokes 39' Arfield 90' | Jegyzőkönyv | Bolasie 58' |

| Turf Moor, Burnley Nézőszám: 21 416 Játékvezető: Mike Jones (angol) |

| 2016. október 30. 15:00 10. forduló |

| Everton                | 2 – 0       | West Ham United |
| ---------------------- | ----------- | --------------- |
| Lukaku 50' Barkley 76' | Jegyzőkönyv |                 |

| Goodison Park, Liverpool Nézőszám: 39 574 Játékvezető: Anthony Taylor (angol) |

| 2016. november 5. 15:00 11. forduló |

| Chelsea                                       | 5 – 0       | Everton |
| --------------------------------------------- | ----------- | ------- |
| Hazard 19' 56' Alonso 20' Costa 42' Pedro 65' | Jegyzőkönyv |         |

| Stamford Bridge, London Nézőszám: 41 429 Játékvezető: Bobby Madley (angol) |

| 2016. november 19. 15:00 12. forduló |

| Everton     | 1 – 1       | Swansea City                 |
| ----------- | ----------- | ---------------------------- |
| Coleman 89' | Jegyzőkönyv | Gy.Sigurðsson 41' (11-esből) |

| Goodison Park, Liverpool Nézőszám: 38 773 Játékvezető: Martin Atkinson (angol) |

| 2016. november 27. 16:30 13. forduló |

| Southampton | 1 – 0       | Everton |
| ----------- | ----------- | ------- |
| Austin 1'   | Jegyzőkönyv |         |

| St. Mary’s Stadium, Southampton Nézőszám: 31 132 Játékvezető: Craig Pawson (angol) |

| 2016. december 4. 17:00 14. forduló |

| Everton               | 1 – 1       | Manchester United |
| --------------------- | ----------- | ----------------- |
| Baines 89' (11-esből) | Jegyzőkönyv | Ibrahimović 42'   |

| Goodison Park, Liverpool Nézőszám: 39 550 Játékvezető: Craig Pawson (angol) |

| 2016. december 10. 12:30 15. forduló |

| Watford                 | 3 – 2       | Everton        |
| ----------------------- | ----------- | -------------- |
| Okaka 36' 64' Prödl 59' | Jegyzőkönyv | Lukaku 17' 86' |

| Vicarage Road, Watford Nézőszám: 20 769 Játékvezető: Anthony Taylor (angol) |

| 2016. december 13. 19:45 16. forduló |

| Everton                     | 2 – 1       | Arsenal     |
| --------------------------- | ----------- | ----------- |
| Coleman 44' A. Williams 89' | Jegyzőkönyv | Sánchez 20' |

| Goodison Park, Liverpool Nézőszám: 39 510 Játékvezető: Mark Clattenburg (angol) |

| 2016. december 19. 20:00 17. forduló |

| Everton | 0 – 1       | Liverpool  |
| ------- | ----------- | ---------- |
|         | Jegyzőkönyv | Mané 90+4' |

| Goodison Park, Liverpool Nézőszám: 39 590 Játékvezető: Mike Dean (angol) |

| 2016. december 26. 15:00 18. forduló |

| Leicester City | 0 – 2       | Everton                   |
| -------------- | ----------- | ------------------------- |
|                | Jegyzőkönyv | Mirallas 51' Lukaku 90+1' |

| King Power Stadion, Leicester Nézőszám: 31 985 Játékvezető: Stuart Attwell (angol) |

| 2016. december 30. 15:00 19. forduló |

| Leicester City          | 2 – 2       | Everton                    |
| ----------------------- | ----------- | -------------------------- |
| Dawson 6' Snodgrass 65' | Jegyzőkönyv | Marshall 45+1' Barkley 84' |

| KCOM stadion, Hull Nézőszám: 20 111 Játékvezető: Jonathan Moss (angol) |

| 2017. január 2. 20:00 20. forduló |

| Everton                                         | 3 – 0       | Southampton |
| ----------------------------------------------- | ----------- | ----------- |
| E.Valencia 73' Baines 81' (11-esből) Lukaku 89' | Jegyzőkönyv |             |

| Goodison Park, Liverpool Nézőszám: 38 891 Játékvezető: Kevin Friend (angol) |

| 2017. január 15. 13:30 21. forduló |

| Everton                                             | 4 – 0       | Manchester City |
| --------------------------------------------------- | ----------- | --------------- |
| Lukaku 34' Mirallas 47' Davies 79' A. Lookman 90+3' | Jegyzőkönyv |                 |

| Goodison Park, Liverpool Nézőszám: 39 588 Játékvezető: Mark Clattenburg (angol) |

| 2017. január 21. 15:00 22. forduló |

| Crystal Palace | 0 – 1       | Everton     |
| -------------- | ----------- | ----------- |
|                | Jegyzőkönyv | Coleman 87' |

| Selhurst Park, London Nézőszám: 39 588 Játékvezető: Anthony Taylor (angol) |

| 2017. február 1. 20:00 23. forduló |

| Stoke City | 1 – 1       | Everton       |
| ---------- | ----------- | ------------- |
| Crouch 7'  | Jegyzőkönyv | Shawcross 39' |

| bet365 Stadion, Stoke-on-Trent Nézőszám: 27 612 Játékvezető: Craig Pawson (angol) |

| 2017. február 4. 15:00 24. forduló |

| Everton                                          | 6 – 3       | Bournemouth            |
| ------------------------------------------------ | ----------- | ---------------------- |
| Lukaku 1' 29' 83' 85' McCarthy 23' Barkley 90+4' | Jegyzőkönyv | King 59' 70' Arter 90' |

| Goodison Park, Liverpool Nézőszám: 39 026 Játékvezető: Mike Jones (angol) |

| 2017. február 11. 15:00 25. forduló |

| Middlesbrough | 0 – 0       | Everton |
| ------------- | ----------- | ------- |
|               | Jegyzőkönyv |         |

| Riverside Stadion, Middlesbrough Nézőszám: 31 496 Játékvezető: Mike Dean (angol) |

| 2017. február 11. 15:00 26. forduló |

| Everton              | 2 – 0       | Sunderland |
| -------------------- | ----------- | ---------- |
| Gueye 40' Lukaku 80' | Jegyzőkönyv |            |

| Goodison Park, Liverpool Nézőszám: 39 595 Játékvezető: Stuart Attwell (angol) |

| 2017. március 5. 13:30 27. forduló |

| Tottenham Hotspur       | 3–2         | Everton                   |
| ----------------------- | ----------- | ------------------------- |
| Kane 20' 56' Alli 90+2' | Jegyzőkönyv | Lukaku 81' Valencia 90+3' |

| White Hart Lane, Tottenham, London Nézőszám: 31 962 Játékvezető: Michael Oliver |

| 2017. március 11. 15:00 28. forduló |

| Everton                                              | 3–0         | West Bromwich Albion |
| ---------------------------------------------------- | ----------- | -------------------- |
| Mirallas 39' Schneiderlin 45+1' Barry 81' Lukaku 82' | Jegyzőkönyv | Yacob 73' Dawson 88' |

| Liverpool Nézőszám: 39 592 Játékvezető: Graham Scott |

| 2017. március 18. 15:00 29. forduló |

| Everton                                                                 | 4–0         | Hull City       |
| ----------------------------------------------------------------------- | ----------- | --------------- |
| Calvert-Lewin 9' Williams 63' Valencia 78' Barry 79' Lukaku 90+1' 90+4' | Jegyzőkönyv | Huddlestone 73′ |

| Goodison Park, Liverpool Nézőszám: 39 248 Játékvezető: Paul Tierney |

| 2017. április 1. 12:30 30. forduló |

| Liverpool                              | 3–1         | Everton                                            |
| -------------------------------------- | ----------- | -------------------------------------------------- |
| Mané 8' Coutinho 31' Origi 60' Can 68' | Jegyzőkönyv | Davies 26' Pennington 28' Barkley 40' Williams 62' |

| Anfield, Liverpool Nézőszám: 52 920 |

| 2017. április 4. 20:00 31. forduló |

| Manchester United                      | 1–1         | Everton                                                    |
| -------------------------------------- | ----------- | ---------------------------------------------------------- |
| Young 57' Ibrahimović 90+4' (11-esből) | Jegyzőkönyv | Jagielka 22' Gueye 45' Barry 54' Davies 88' Williams 90+3′ |

| Old Trafford, Manchester Nézőszám: 75 272 Játékvezető: Neil Swarbrick |

| 2017. április 9. 16:00 32. forduló |

| Everton                                                       | 4–2         | Leicester City                      |
| ------------------------------------------------------------- | ----------- | ----------------------------------- |
| Davies 1' Lukaku 23' 57' Mirallas 29' Jagielka 41' Baines 45' | Jegyzőkönyv | Szlimani 4' Albrighton 10' King 64' |

| Goodison Park, Liverpool Nézőszám: 39 573 Játékvezető: Bobby Madley |

| 2017. április 15. 15:00 33. forduló |

| Everton                         | 3–1         | Burnley              |
| ------------------------------- | ----------- | -------------------- |
| Jagielka 49' Mee 71' Lukaku 74' | Jegyzőkönyv | Vokes 52' (11-esből) |

| Goodison Park, Liverpool Nézőszám: 39 328 Játékvezető: Mark Clattenburg |

| 2017. április 22. 15:00 34. forduló |

| West Ham United         | 0–0         | Everton                          |
| ----------------------- | ----------- | -------------------------------- |
| Fernandes 33' Fonte 76' | Jegyzőkönyv | Gueye 27' Williams 61' Barry 68' |

| Olimpiai Stadion, London Nézőszám: 56 971 Játékvezető: Roger East |

| 2017. április 30. 14:05 35. forduló |

| Everton                           | 0–3 | Chelsea |
| --------------------------------- | --- | ------- |
| Baines 38' Valencia 58' Gueye 78' |     |         |

| Goodison Park, Liverpool Nézőszám: 39 595 Játékvezető: Jonathan Moss |

| 2017. május 6. 17:30 36. forduló |

| Swansea City | 1–0         | Everton |
| ------------ | ----------- | ------- |
| Llorente 29' | Jegyzőkönyv |         |

| Liberty Stadion, Swansea Nézőszám: 20 827 Játékvezető: Martin Atkinson |

| 2017. május 12. 19:45 37. forduló |

| Everton     | 1–0         | Watford                              |
| ----------- | ----------- | ------------------------------------ |
| Barkley 56' | Jegyzőkönyv | Behrami 39' Janmaat 39' Holévasz 70' |

| Goodison Park, Liverpool Nézőszám: 38 550 Játékvezető: Kevin Friend |

| 2017. május 21. 19:45 38. forduló |

| Arsenal | 3–1         | Everton |
| --- | ----------- | --- |
| Bellerín 8' Koscielny Sánchez 27' Gabriel 52' 53' Mertesacker 53' Xhaka 62' Coquelin 62' Holding 62' Sánchez 68' Iwobi 68' Ramsey 90+1' | Jegyzőkönyv | Williams 19' Davies 26' Jagielka 39' Gueye 46' Barry 46' Lukaku 58' (11-esből) Schneiderlin 62' Baines 73' Valencia 83' Koné 83' |

| Emirates Stadion, London Nézőszám: 59 976 Játékvezető: Michael Oliver |

## FA Kupa
| 2017. január 7. 15:00 3. forduló |

| Everton    | 1 – 2       | Leicester City |
| ---------- | ----------- | -------------- |
| Lukaku 63' | Jegyzőkönyv | Musa 66' 71'   |

| Goodison Park, Liverpool Nézőszám: 35 493 Játékvezető: Martin Atkinson (angol) |

## EFL Kupa
| 2016. augusztus 23. 19:45 2. forduló |

| Everton                               | 4 – 0       | Yeovil Town (League Two) |
| ------------------------------------- | ----------- | ------------------------ |
| Lennon 28' Barkley 69' A.Koné 83' 90' | Jegyzőkönyv |                          |

| Goodison Park, Liverpool Nézőszám: 24 617 Játékvezető: Christopher Kavanagh (angol) |

| 2016. szeptember 20. 19:45 3. forduló |

| Everton | 0 – 2       | Norwich City (Championship) |
| ------- | ----------- | --------------------------- |
|         | Jegyzőkönyv | Naismith 41' Jo. Murphy 74' |

| Goodison Park, Liverpool Nézőszám: 29 550 Játékvezető: Andrew Madley (angol) |

## Tabella
| #   | Csapat               | M  | GY | D  | V  | G+ – G– | GK  | P  | Megjegyzések       |
| --- | -------------------- | -- | -- | -- | -- | ------- | --- | -- | ------------------ |
| 1.  | Chelsea (B)          | 38 | 30 | 3  | 5  | 85–33   | +52 | 93 | BL–csoportkör      |
| 2.  | Tottenham Hotspur    | 38 | 26 | 8  | 4  | 86–26   | +60 | 86 | BL–csoportkör      |
| 3.  | Manchester City      | 38 | 23 | 9  | 6  | 80–39   | +41 | 78 | BL–csoportkör      |
| 4.  | Liverpool            | 38 | 22 | 10 | 6  | 78–42   | +36 | 76 | BL–rájátszás       |
| 5.  | Arsenal (KGY)        | 38 | 23 | 6  | 9  | 77–44   | +33 | 75 | EL–csoportkör      |
| 6.  | Manchester United    | 38 | 18 | 15 | 5  | 54–29   | +25 | 69 | EL–rájátszás       |
| 7.  | Everton              | 38 | 17 | 10 | 11 | 62–44   | +18 | 61 | EL–3. selejtezőkör |
| 8.  | Southampton          | 38 | 12 | 10 | 16 | 41–48   | −7  | 46 |                    |
| 9.  | Bournemouth          | 38 | 12 | 10 | 16 | 55–67   | −12 | 46 |                    |
| 10. | West Bromwich Albion | 38 | 12 | 9  | 17 | 43–51   | −8  | 45 |                    |
| 11. | West Ham United      | 38 | 12 | 9  | 17 | 47–64   | −17 | 45 |                    |
| 12. | Leicester City CV    | 38 | 12 | 8  | 18 | 48–63   | −15 | 44 |                    |
| 13. | Stoke City           | 38 | 11 | 11 | 16 | 41–56   | −15 | 44 |                    |
| 14. | Crystal Palace       | 38 | 12 | 5  | 21 | 50–63   | −13 | 41 |                    |
| 15. | Swansea City         | 38 | 12 | 5  | 21 | 45–70   | −25 | 41 |                    |
| 16. | Burnley Ú            | 38 | 11 | 7  | 20 | 39–55   | −16 | 40 |                    |
| 17. | Watford              | 38 | 11 | 7  | 20 | 40–68   | −28 | 40 |                    |
| 18. | Hull City Ú (K)      | 38 | 9  | 7  | 22 | 37–80   | −43 | 34 | Championship       |
| 19. | Middlesbrough Ú (K)  | 38 | 5  | 13 | 20 | 27–53   | −26 | 28 | Championship       |
| 20. | Sunderland (K)       | 38 | 6  | 6  | 26 | 29–69   | −40 | 24 | Championship       |

Utolsó frissítés: 2017. május 20. 
Forrás: premierleague.com 
A rangsorolás alapszabályai: 1. összpontszám, 2. egymás elleni eredmények összpontszáma, 3. gólkülönbség, 4. szerzett gólok száma.
(B): Bajnokcsapat, (K): Kieső csapat, (F): Feljutó csapat, (I): Kupainduló, (R): A rájátszás győztese, (KGY): Kupagyőztes